# Léon-Eugène Méhédin
Léon-Eugène Méhédin (geb. 21. Februar 1828 in L’Aigle; gest. 4. März 1905 in Bonsecours (Seine-Maritime)) war ein französischer Architekt, Fotograf, Archäologe und Spion.

## Lebensweg
Léon Eugène Méhédin entstammt einer kleinbürgerlichen Familie.
Méhédin absolvierte sein Studium der lettres (Sprachen und Geisteswissenschaften) an der Sorbonne in Paris. Neben Griechisch und Latein lernte er auch Englisch und Spanisch. Er studierte Architektur bei Henri Labrouste (1801–1875), einem Pionier des Eisenbaus.
Méhédin erlernte in Paris bei Gustave Le Gray (1820–1884) die Praxis der Fotografie, insbesondere die der Kalotypie, also der Fotografie auf Papiernegativen. Er wurde später Mitglied der Société française de photographie.
In Paris erlebte Méhédin die Februarrevolution 1848 mit, in der der „Bürgerkönig“ Louis-Philippe I. abgesetzt und die Zweite Französische Republik ausgerufen wurde. Er war dort auch Zeitzeuge des Staatsstreichs vom 2. Dezember 1851, in dessen Folge im Jahr 1852 der französische Präsident Charles-Louis-Napoléon Bonaparte als Napoleon III. zum französischen Kaiser ausgerufen wurde. Méhédin wurde ein glühender Anhänger Napoleons III.; er ließ ihm in seiner Heimatstadt L’Aigle zwei Triumphbögen errichten.
1854 besuchte Méhédin den französischen Archäologen, Schriftsteller und Maler Pierre-Victorien Lottin (1810–1903) in dessen Haus in Menneval und lernte dort das nach Lottin benannte Lottinoplastie-Verfahren kennen, eine Methode, mit der man negative Gussformen aus einer Art Pappmaché erstellen kann, für Abgüsse zum Beispiel von antiken Plastiken.
Der Architekt Méhédin versucht vergeblich, der französischen Armee den Bauplan für eine zerlegbare Baracke zu verkaufen. Für seinen Entwurf des Bahnhofs im italienischen Civitavecchia erhielt Méhédin 1855 auf der Weltausstellung in Paris eine Auszeichnung.
Auf dieser Weltausstellung war unter anderem auch eine Fotoreportage des britischen Fotografen Roger Fenton (1819–1869) vom Krimkrieg zu sehen, die das Interesse Napoleons III. fand.
Im Oktober 1855 erhielt Méhédin die Aufgabe, den französischen Offizier, Maler und Fotografen Jean-Charles Langlois (1789–1870) zu den Schauplätzen des Krimkriegs zu begleiten und dort Fotos der Schlachtfelder aufzunehmen. Langlois war auf Schlachtengemälde spezialisiert, insbesondere auf (Militär-)Panoramen. Er stellte zwischen 1831 und 1865 nacheinander acht verschiedene von ihm gemalte Panoramen aus, darunter im Jahr 1832 eines von Algier und im Jahr 1853 ein Panorama der Schlacht bei den Pyramiden von 1798. Nun plante Langlois ein Panorama der Belagerung von Sewastopol (17. Oktober 1854 bis 9. September 1855), das in einer eigens dafür errichteten Rotunde auf der Pariser Avenue des Champs Élysées ausgestellt werden sollte. Für dieses Panorama wollte Langlois eine Anschauung von den Originalschauplätzen erlangen; Méhédins Fotografien sollten ihm später als Vorlagen für seine Gemälde dienen. Als Assistent von Langlois wurde Méhédin zu einem der frühen Kriegsfotografen.
Am 29. Oktober 1855 war Méhédin in Marseille zur Krim aufgebrochen. Der Krimkrieg endete im Januar 1856, im April 1856 kehrten Langlois und Méhédin nach Paris zurück und brachten unter anderem eine Serie von 14 Aufnahmen des russischen Fort Malakow mit, einem Schlüsselpunkt der Verteidigung von Sewastopol, die zusammen ein 360-Grad-Panorama ergaben. Die Abzüge von den Papiernegativen fertigte der Fotograf Frédéric Martens (1806–1885) an. Langlois, Martens und Méhédin veröffentlichten ihre Fotos aus dem Krimkrieg in dem Album „Souvenir de la Guerre de Crimee“ von 1855, dass sie dem französischen Marschall Aimable Pélissier (1794–1864) widmeten, dem Eroberer der Festung Sewastopol. Méhédin veröffentlichte ein Album mit dem Titel „Galerie historique du règne de Napoléon III: Sébastopol“. Der französische Kriegsminister Jean-Baptiste Philibert Vaillant (1790–1872) belobigte Méhédin für seine Mitwirkung an der Fotoexkursion auf die Krim.
Im Juli 1859 reiste Méhédin auf die Schlachtfelder des französischen Italienfeldzugs im Sardinischen Krieg (auch: Zweiter Italienischer Unabhängigkeitskrieg; 17. April 1859 bis 12. Juli 1859), um auch dort zu fotografieren. Aus seinen Aufnahmen erstellte er ein Album mit dem Titel „Campagne d'Italie“, das er dem von ihm verehrten Kaiser Napoelon III. schenkte. Méhédin wurde zum Fotograf im Generalstab des Kaisers («photographe à l'état-major de l'Empereur») ernannt. Nach Paris kehrte Méhédin zurück mit Fotografien, die er in Valegio (dem Hauptquartier Napoleons III. in Italien), Villafranca (dem Ort der Unterzeichnung des Waffenstillstandes), in Magenta, an der Buffalora-Brücke und anderen wichtigen Kriegsschauplätzen (wie Mailand, Melegnano, Dezensano …) aufgenommen hatte.
Im April 1860 ging Méhédin im Auftrag des französischen Ministeriums für Schöne Künste nach Ägypten, wo er Fotografien sowie Gussformen für Abgüsse ägyptischer Altertümer anfertigte. In Kairo hatte er vom ägyptischen Vizekönig Muhammad Said die Erlaubnis erhalten, an den ägyptischen Denkmälern zu arbeiten und Ausgrabungen durchzuführen. Auf seiner Reise den Nil hinauf besuchte er die Stätten Gizeh, Dendera und Kom Ombo, bevor er am 15. August 1860 in Abu Simbel ankam (das damals noch Ipsambul hieß). Er war der Erste, der das Innere des Tempels von Abu Simbel – unter Verwendung künstlicher Beleuchtung – fotografierte. Dazu fertigte er einen etwa 25 Quadratmeter großen Spiegel aus Silberpapier an, den er vor dem Eingang schrägstellte, um so Sonnenlicht ins Tempel-Innere zu lenken. Auf diese Weise konnte er dort noch Säulen fotografieren, die mehr als 25 Meter vom Eingang entfernt standen.
Nach einem Zwischenaufenthalt auf der Insel Philae machte sich Méhédin auf den Weg zu dem unter Ramses II. errichteten Luxor-Tempel. Seit 1836 stand in Paris auf der Place de la Concorde ein Obelisk, der aus den Ruinen dieses Tempel-Komplexes entnommen worden war, der so genannte westliche Obelisk. Den anderen Obelisken, den östlichen, bestieg Méhédin in Luxor, um Abgüsse von ihm anzufertigen. Dazu ersann er ein System von Flaschenzügen, in dem er selbst angegurtet war und das von einheimischen Helfern bedient wurde. Oben installierte er auf dem Pyramidion (also der pyramidenförmigen Spitze des Obelisken) die französische Trikolore sowie einen kleinen Materialaufzug. In dreimonatiger Arbeit, Streifen für Streifen, formte Méhédin im Lottinoplastie-Verfahren den zweiten, östlichen Obelisken von Luxor vollständig ab und kehrte mit 1631 kg Material nach Frankreich zurück.
Im Pariser Salon von 1861 stellte Méhédin seine Fotografien und Abgüsse aus Ägypten aus.
1861 trat Méhédin in die Dienste des rumänischen Prinzen Alexandru Ioan Cuza, dessen Architekt und späterer Agent er bis 1864 war. Méhédin beriet und unterstützte den Prinzen in dessen Medienarbeit, für 1000 Franc Gehalt pro Monat. Von seinen Einkünften konnte Méhédin ein drei Hektar großes Anwesen in Meudon nahe Paris erwerben. Der gelernte Architekt ließ sich dort eine recht ausgefallene Villa im neugotischen Stil-Mix mit Kaminen, Chinoiserien, Pavillons für die Bediensteten, Gärten mit Grotten und Fischteichen und dergleichen errichten.

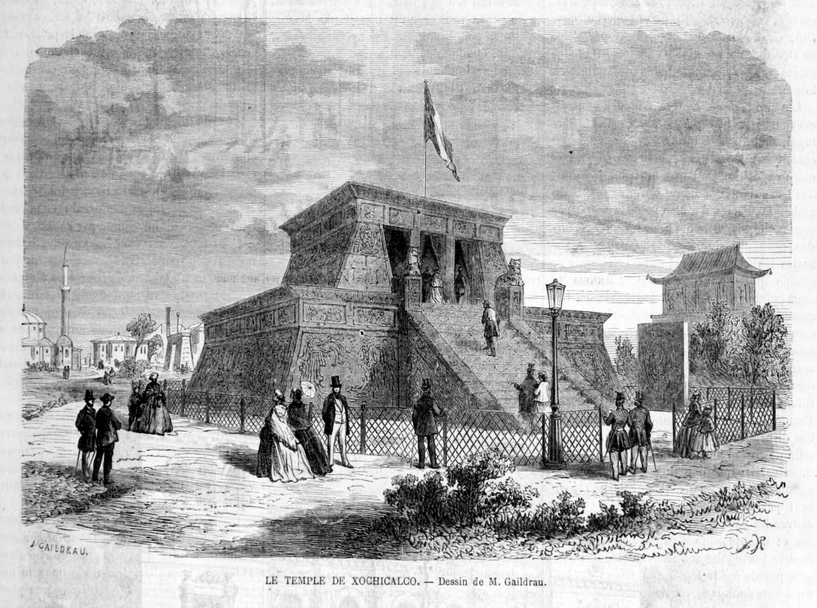
Die aus Méhédins Abgüssen erstellte Replik des präcolumbianischen Tempels von Xochicalco, Mexico, auf der Pariser Weltausstellung von 1867. Druckgrafik von Jules Gaildrau (1816–1898)

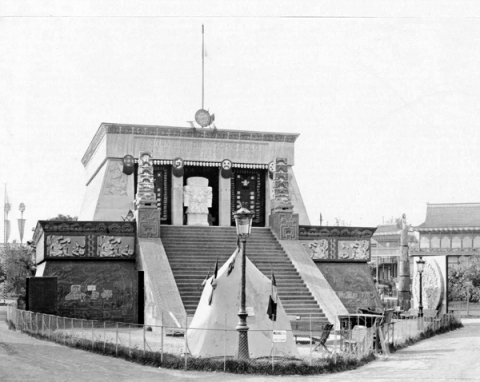
Die aus Méhédins Abgüssen erstellte Replik des präcolumbianischen Tempels von Xochicalco, Mexico, auf der Pariser Weltausstellung von 1867. Fotografie von Pierre Petit (1831–1909)

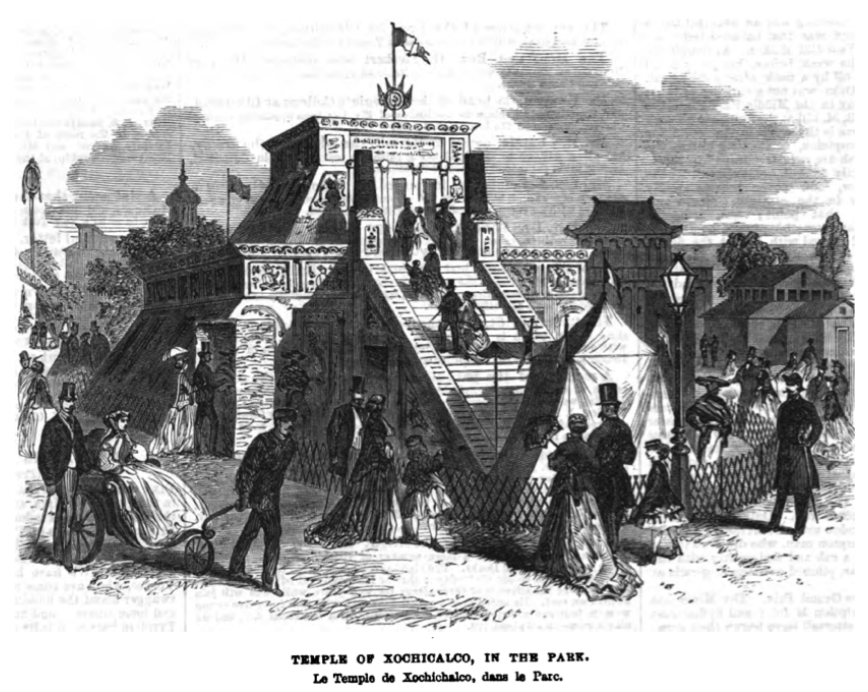
Die aus Méhédins Abgüssen erstellte Replik des präcolumbianischen Tempels von Xochicalco, Mexico, auf der Pariser Weltausstellung von 1867. Druckgrafik aus der Illustrated London News, 1. Juni 1867

Ebenfalls im Jahr 1861 begann die militärische Intervention europäischer Staaten in Mexiko. Infolge des mexikanischen Bürgerkrieges zwischen Liberalen und Konservativen steckte das Land 1861 in einer massiven wirtschaftlichen Krise. Daher beschloss das mexikanische Parlament am 17. Juli 1861, die Rückzahlung der Auslandsschulden Mexikos sofort einzustellen. Frankreich, Großbritannien und Spanien, die unter Mexikos Gläubigern waren, vereinbarten daraufhin im Londoner Vertrag vom 31. Oktober 1861, gemeinsam die ausstehenden Schulden mit allen notwendigen Mitteln von Mexiko einzutreiben. Truppen aus Frankreich, dem Vereinigten Königreich und Spanien landeten an der Golfküste Mexikos und besetzten Teile des Landes. Mexiko-Stadt eroberten sie im Jahr 1863. Die französischen Truppen kämpften unter Marschall François-Achille Bazaine. Während der französischen Militärintervention in Mexiko wurde am 10. April 1864 der Habsburger Maximilian zum Kaiser Mexikos gekrönt. Das kurzlebige zweite mexikanische Kaiserreich begann.
Das französische Ministerium für öffentliche Bildung setzte eine wissenschaftliche Kommission für Mexiko („Commission scientifique du Mexique“) ein, um dieses neue französische Einflussgebiet erkunden zu lassen. Méhédin bewarb sich 1864 um Mitgliedschaft in dieser staatlichen französischen Kommission und erklärte, er sei an der Erforschung der mexikanischen Halbinsel Yucatán interessiert. Per Erlass vom 9. August 1864 wurde Méhédin zum „Reisenden für Archäologie“ ernannt, der auch mit der Durchführung meteorologischer Messungen und der Erstellung von zoologischen und mineralogischen Sammlungen beauftragt wurde. Vor allem aber wurde er nach Mexiko geschickt, um dem Ministerium „alle Informationen zu übermitteln, die unter irgendeinem Gesichtspunkt neue Erkenntnisse über dieses Land liefern können“. Méhédins Erkundungsauftrag betraf also nicht nur wissenschaftliche, sondern auch militärstrategische Fragen und lag somit in einer Grauzone zwischen wissenschaftlicher Forschung und Spionage. Am 8. Dezember 1864 stach Méhédin an Bord des Frachters L'Allier nach Mexiko in See. Zwei Monate später landete Méhédin in Véracruz, doch auf Yucatán tobte ein Guerillakrieg gegen die europäischen Besatzer. Méhédin zog es unter diesen Umständen vor, in Mexiko-Stadt, seinem Museum und seiner Umgebung zu arbeiten. Er erkundete die archäologischen Stätten von Texcoco de Mora, Teotihuacán, Tetzcotzingo und Huejutla, sammelte archäologische Funde sowie Exemplare von Reptilien, Insekten, Schmetterlingen und Pflanzen – und Informationen aller Art für Frankreichs militärisch-politischen Gebrauch. Von November 1865 bis August 1866 arbeitete Méhédin vor allem in Xochicalco im Cuernavaca-Tal, fast ausschließlich am Haupttempel, dem sogenannten Quetzalcoatl-Tempel. Er bemüht sich, das Monument vollständig freizulegen und Abgüsse davon anzufertigen. Als er Ende November 1866 nach Frankreich zurückkehrte, brachte er nach eigenen Angaben 1500 bis 2000 zum Teil großformatige Zeichnungen oder Fotografien, zahlreiche Bücher und Codex-Abschriften sowie vor allem Gussformen für mehr als 600 Quadratmeter Tempel-Oberfläche mit. Am 6. Dezember 1866 legte er seine Ergebnisse der Wissenschaftlichen Kommission Mexikos vor, die ihn bat, eine Veröffentlichung vorzubereiten.
Eine aus Méhédins Abgüssen erstellte Replik des Tempels von Xochicalco wurde auf der Pariser Weltausstellung von 1867 auf dem Marsfeld ausgestellt. Méhédin wurde Präsident des Pavillons zu Mexiko auf der Pariser Weltausstellung.
Mit dem Fall des Zweiten französischen Kaiserreichs im Jahr 1870 verlor Méhédin seine politische Unterstützung; die wissenschaftliche Kommission für Mexiko wurde auf Eis gelegt. Méhédin arbeitete wieder als Architekt und ließ sich ein Wohnhaus in Meudon bauen, die „villa mexicaine“ oder Villa Emilia (24 rue Hédouin), wo er provisorisch auch seine mexikanische Sammlung verwahrte. Um die Gründung eines dauerhaften Museums für die archäologischen Objekte und Dokumente, die er aus Mexiko mitgebracht hatte, bemühte Méhédin sich vergeblich. Etwa zwei Drittel seiner Sammlungen wurden im folgenden Jahr zerstört, als im Deutsch-Französischen Krieg, während der Belagerung von Paris, sein Haus in Meudon unter preußischen Beschuss geriet.
1872 wurde Méhédin in die Société de Géographie aufgenommen.
1876 zog Méhédin zu seinen Eltern ins Département Calvados. Er suchte Zuflucht bei seinem Neffen Arthur, der Bürgermeister von Touffreville-lès-Sannerville im Calvados war.
Méhédin ließ sich von seiner Ehefrau scheiden. Er heiratete wieder, aber seine zweite Frau wurde im untreu.
Im Jahr 1893 ließ sich Méhédin in Bonsecours (Seine-Maritime) / Blosseville-lès-Rouen nieder, wo er zwölf Jahre später, 1905, inzwischen weitgehend in Vergessenheit geraten, im Alter von 77 Jahren starb. Sein Grab mit einer Büste von Méhédin befindet sich auf dem Friedhof von Canteleu.
Er hinterließ keine Erben außer seinem Gärtner Auguste Richer und seiner Haushälterin Madame Leparquet, die im Mai 1905 einige seiner Zeichnungen und Fotografien dem Naturhistorischen Museum in Rouen schenkten. Einen Monat später ersteigerte die Bibliothek von Rouen Méhédins Album „Souvenirs“ bei einer öffentlichen Auktion. Dies sind, neben drei Abgüssen, die sich heute im Pariser Musée de l’Homme befinden, die einzigen erhaltenen Arbeitsspuren Méhédins.

## Ehrungen und Auszeichnungen
- Für seinen Entwurf für einen Bahnhof im italienischen Civitavecchia erhielt Méhédin 1855 auf der Weltausstellung in Paris eine Auszeichnung.
- Ritter der französischen Ehrenlegion („Chevalier de la Légion d'honneur“; Frankreich), 14. August 1867[13]
- Offizier des kaiserlichen Mecidiye-Ordens (Türkei), Juni 1862
- Offizier des Ordens von Guadalajara (Mexiko), 22. Januar 1866
- Ritter des Ordens der Heiligen Mauritius und Lazarus (Italien), 20. Oktober 1867
- Mitglied der „Commission scientifique du Mexique“ des französischen Ministers für öffentliche Bildung, 1864–1866
- Société de géographie, 1872
- Société française de photographie

## Werke
- Campagne d’Italie en 1859: vues de Magenta, Milan, Melegnano, Dezensano, Valeggio, Villafranca et du pont de Buffalora, [S.l.s.n.], 1859. https://gallica.bnf.fr/ark:/12148/btv1b6500262p
- Description de l’Égypte, commencée sous les auspices de Napoléon Ier, continuée par ordre de Napoléon III, Paris, Firmin-Didot, 1859.
- Divinité mythique de la mort, à laquelle on offrait les victimes humaines par plusieurs milliers à la fois dans les rites religieux de l’antiquité mexicaine, Paris, Lainé et Havard, 1867.
- Projet de fêtes publiques à Paris, Paris, Bailly, Divry & Cie, 1852.
- Souvenirs de la guerre de Crimée: 29 photographies de Charles Langlois et Léon Méhédin, entre 1855–1856, [S.l.s.n.], 1856.

## Fotos von Méhédin
- Bibliothèque de France (BnF), Charles Langlois (1789–1870) et Léon Méhédin (1828–1905), „Caserne de Sébastopol. Entrée des docks“, https://expositions.bnf.fr/napol/grand/003.htm
- https://gallica.bnf.fr/services/engine/search/sru?operation=searchRetrieve&version=1.2&maximumRecords=50&collapsing=true&exactSearch=true&query=(dc.creator%20adj%20%22M%C3%A9h%C3%A9din%20%20L%C3%A9on%22%20or%20dc.contributor%20adj%20%22M%C3%A9h%C3%A9din%20%20L%C3%A9on%22)
- Réunion des Musées Nationaux-Grand Palais, https://www.photo.rmn.fr/CS.aspx?VP3=SearchResult&VBID=2CMFCIXHAMFH3M